# Allotettix chapadensis
Allotettix chapadensis är en insektsart som beskrevs av Bruner, L. 1910. Allotettix chapadensis ingår i släktet Allotettix och familjen torngräshoppor. Inga underarter finns listade i Catalogue of Life.